# Max Schneider
Maxwell "Max" George Schneider (Nova York, 21 de junho de 1992), conhecido profissionalmente apenas como MAX, é um ator, cantor, dançarino e modelo americano. Em 2015, ele assinou contrato com a gravadora DCD2.

## Biografia
Schneider foi criado em Woodstock, Nova York. Ele começou a atuar com três anos de idade e conseguiu um agente com 14 anos. Ele foi criado na religião judaica de seu pai.

### Vida pessoal
Max casou-se com Emily em abril de 2016. É possível ver uma parte do dia de casamento no vídeo da música "Lights Down Low". Na descrição do vídeo, Max afirma que escreveu esta música quando começou a namorar Emily, e que a propôs no mesmo sítio onde tiveram o primeiro encontro.

## Carreira
Schneider fez um suplente balanço no musical da Broadway 13, que abrange quatro papéis em 2008 e 2009, e modelado com Madonna. Para uma campanha internacional Dolce & Gabanna. Ele foi o vencedor da YoungArts Theater.
Em 2012, Schneider coescreveu a canção "Show You How To Do" com Ben Charles para o Disney Channel, bateu o show Shake It Up.. Ele retratou "Zander" no Nickelodeon na série How to Rock. Ele também vendeu uma música para o show chamado "Last 1 Standing", coescrito por Mark Wong e Claire Demorest, que é destaque em dois episódios da série. Schneider também estrelou no filme original Nickelodeon "Rags" como Charlie Prince, o papel principal no filme. No final de 2012, Schneider compôs outra canção com Cody Simpson para seu álbum Paradise, intitulado "Standing in China". Ele lançou seu primeiro EP, intitulado First Encounters, em 2010. Em 2012, ele excursionou com Victoria Justice.
Em 2015, Schneider lançou um álbum intitulado "NWL", que foi originalmente planejado para ser um EP intitulado "The Nothing Without Love EP". O álbum foi financiado por doações através do Kickstarter. O primeiro single do álbum, intitulado "Nothing Without Love", foi lançado em 21 de maio de 2015, junto com um videoclipe. "Mug Shot" é o seu primeiro single a ser lançado sob o nome "MAX". Ele desde então passou a ser MAX musicalmente porque ele "[quer o nome] para ser mais de um veículo para a música". Em outubro de 2014, Schneider foi destaque em duas faixas de estreia do álbum de Hoodie Allen, People Keep Talking.
Em 19 de fevereiro de 2015, foi anunciado que Schneider assinou com e iria lançar novas músicas sob DCD2 Records. Em abril de 2015, foi anunciado que Schneider é o vocalista de um novo grupo chamado Witchita, formado com Tim Armstrong. O primeiro single da banda, "Mrs Magoo", foi lançado via Hellcat Records em 21 de abril de 2015.
Ao longo de junho de 2015, Schneider excursionou com Fall Out Boy, Wiz Khalifa e Hoodie Allen no Boys of Zummer Tour.

## Discografia

### Álbuns de estúdio
- Schneider Brother Covers (2013)
- Hell's Kitchen Angel (2016)
- Colour Vision (2020)
- Love In Stereo (2024)

### Extended plays
- First Encounters (2010)

- The Say MAX EP (2015)

### Álbuns de trilhas sonoras
- Rags (2012)

### Singles
- Nothing Without Love (2013)
- Mug Shot (2014)
- Streets of Gold (2014)
- Shot of Pure Gold (2014)
- Gibberish (Feat. Hoodie Allen) (2015)

## Filmografia
| Filme     | Filme                             | Filme                                   | Filme                                         |
| Ano       | Filme                             | Personagem                              | Notas                                         |
| --------- | --------------------------------- | --------------------------------------- | --------------------------------------------- |
| 2012      | Rags, O Poder da Música           | Charlie                                 | Telefilme para o canal Nickelodeon            |
| 2013      | The Last Keepers                  | Lance                                   |                                               |
| 2014      | Love & Mercy                      |                                         |                                               |
| Televisão |                                   |                                         |                                               |
|           |                                   |                                         |                                               |
| 2009      | Law & Order: Special Victims Unit | Justin McTeague                         | 10ª Temporada, Episódio 5                     |
| 2010      | One Life to Live                  | Main Dancer                             | 2 episódios                                   |
| 2011      | Worldwide Day of Play             | Ele mesmo                               | Especial de TV                                |
| 2011      | TeenNick HALO Awards              | Ele mesmo                               | Premiação                                     |
| 2012      | How to Rock                       | Zander Robbins                          | Elenco principal                              |
| 2012      | Rags                              | Charlie Prince                          | filme de TV, papel principal                  |
| 2012      | Figure It Out                     | Ele mesmo                               | Game Show, integrante do painel (7 episódios) |
| 2012      | Beauty & the Beast                | Jake Riley (Estrela do Pop Adolescente) | 1ª Temporada, Episódio 8                      |
| 2014      | Crisis                            | Ian                                     | Elenco Principal                              |

## Ligações Externas
- Max Schneider Website
- Max Schneider. no IMDb.